# RK Jugović
Der Rukometni Klub Jugović Kać (serbisch-kyrillisch Рукометни Клуб Југовић Каћ) ist ein serbischer Handballverein aus dem Dorf Kać nahe Novi Sad.

## Geschichte
Der Verein wurde im Jahr 1956 als Rukometni klub Mladost gegründet und trägt seit 1958 seinen heutigen Namen. Ab 1984 spielten sie in der jugoslawischen Meisterschaft. Nach dem Auseinanderbrechen Jugoslawiens nahmen sie an der Meisterschaft der Bundesrepublik Jugoslawien (1992–2002) bzw. der Meisterschaft von Serbien und Montenegro (2002–2006) teil. Seit 2006 spielen sie in der serbischen Super League.
Der größte Erfolg der Vereinsgeschichte ist der Gewinn des EHF Challenge Cups 2000/01, als man in den Finalspielen beim Schweizer Verein Pfadi Winterthur 27:27 unentschieden spielte und im Rückspiel zu Hause mit 26:22 gewann. In den beiden folgenden Spielzeiten trat man im EHF Challenge Cup 2001/02 und im EHF-Pokal 2002/03 an, schied jeweils in der dritten Runde aus.
Im Jahr 2007 erreichte die Mannschaft das Pokalfinale Serbiens, unterlag dort aber dem RK Partizan Belgrad.

## Bekannte Persönlichkeiten
- Goran Arsenić
- Nemanja Beloš
- Dušan Bozoljac
- Zoltan Cordas
- Nikola Crnoglavac
- Milorad Despotović
- Tihomir Doder
- Dragan Gvozdenović
- Šandor Hodik
- Nebojša Jokić
- Branko Kankaraš
- Marko Krsmančić
- Marko Krivokapić
- Milorad Krivokapić
- Zoran Kurteš
- Dobrivoje Marković
- Žarko Marković
- Milan Mirković
- Dejan Milosavljev
- Nenad Peruničić
- Rajko Prodanović
- Božo Rudić
- Nenad Savić
- Arpad Šterbik
- Dragan Sudžum
- Dušan Todorović
- Svetislav Verkić
- Branislav Zeljković (Trainer)